# Malin Tengström
Malin Tengström (1998) es una deportista sueca que compite en vela en la clase 49er FX. Ganó una medalla de bronce en el Campeonato Europeo de 49er de 2019.

## Palmarés internacional
| \| Campeonato Europeo \| Campeonato Europeo \| Campeonato Europeo \| Campeonato Europeo \| \| Año \| Lugar \| Medalla \| Clase \| \| ------------------ \| ---------------------- \| ------------------ \| ------------------ \| \| 2019 \| Weymouth (Reino Unido) \| Medalla de bronce \| 49er FX \| |                        |                   |         |
| Campeonato Europeo |                        |                   |         |
| Año | Lugar                  | Medalla           | Clase   |
| 2019 | Weymouth (Reino Unido) | Medalla de bronce | 49er FX |